# Simbad
Ne doit pas être confondu avec Sinbad.
SIMBAD (Set of Identifications, Measurements, and Bibliography for Astronomical Data) est une base de données astronomique des objets en dehors du système solaire. Elle est maintenue par le Centre de données astronomiques de Strasbourg et permet aux astronomes de facilement connaître les propriétés de base (coordonnées, magnitudes, parallaxe si elle est disponible) de chacun des objets recensés dans un catalogue astronomique,. Simbad contient également tous les noms publiés dans la littérature, permettant ainsi d'identifier un objet astronomique quel que soit son nom. Une équipe de documentalistes s'occupe de vérifier et rentrer les nouveaux objets dans la base.
En février 2017, SIMBAD contient plus de 9 millions d'objets avec 24 millions de noms différents[réf. nécessaire], et plus de 327 000 références bibliographiques ont été entrées.
Un service similaire pour les objets extra-galactiques (et donc principalement les galaxies) existe aux États-Unis : le NASA/IPAC Extragalactic Database (NED).
Simbad a été créé au début des années 1980 en réunissant le Catalog of Stellar Identifications (CSI) et l'Index Bibliographique Stellaire existant au centre informatique de l'observatoire de Meudon en 1979. Sa première version interactive, connue sous le nom de Version 2, est sortie en 1981. En 1990 est sortie la Version 3, développée en langage C sur stations UNIX, elle se trouvait à l'Observatoire astronomique de Strasbourg. À la fin de 2006, la dernière version (4) est sortie. La base tourne maintenant sur le SGBD PostgreSQL et la partie logicielle est entièrement en Java.